# Ламонзи-Сен-Мартен
Ламонзи́-Сен-Марте́н (фр. Lamonzie-Saint-Martin) — коммуна во Франции, находится в регионе Аквитания. Департамент — Дордонь. Входит в состав кантона Пеи-де-ла-Форс. Округ коммуны — Бержерак.
Код INSEE коммуны — 24225.

## География

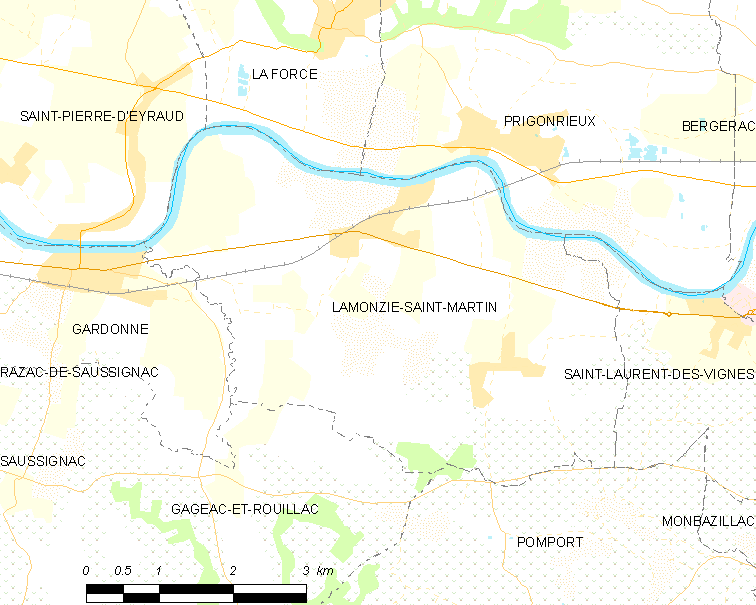
Карта коммуны

Коммуна расположена приблизительно в 470 км к югу от Парижа, в 80 км восточнее Бордо, в 50 км к юго-западу от Перигё.
На севере коммуны протекает река Дордонь.

### Климат
Климат умеренный океанический со средним уровнем осадков, которые выпадают преимущественно зимой. Лето здесь долгое и тёплое, однако также довольно влажное, здесь не бывает регулярных периодов летней засухи. Средняя температура января — 5 °C, июля — 18 °C. Изредка вследствие стечения неблагоприятных погодных условий может наблюдаться непродолжительная засуха или случаются поздние заморозки. Климат меняется очень часто, как в течение сезона, так и год от года.

## Население
Население коммуны на 2010 год составляло 2333 человека.
| 1962 | 1968 | 1975 | 1982 | 1990 | 1999 | 2010 |
| ---- | ---- | ---- | ---- | ---- | ---- | ---- |
| 1173 | 1235 | 1446 | 1612 | 2010 | 2065 | 2333 |

## Администрация
| Период | Период | Фамилия          | Партия                    | Примечания                |
| ------ | ------ | ---------------- | ------------------------- | ------------------------- |
| 1989   | 2010   | Бернар Фово      | Союз за народное движение | кинезитерапевт            |
| 2010   | 2014   | Ален Брамери     | Социалистическая партия   | менеджер банка, пенсионер |
| 2014   | 2020   | Тьерри Оруа-Пету | беспартийный              |                           |

## Экономика
В 2010 году среди 1452 трудоспособного возраста (15-64 лет) 1012 были экономически активными, 440 — неактивными (показатель активности — 69,7 %, в 1999 году было 65,5 %). Из 1012 активных жителей работали 910 человек (476 мужчин и 434 женщины), безработных было 102 (47 мужчин и 55 женщин). Среди 440 неактивных 76 человек были учениками или студентами, 206 — пенсионерами, 158 были неактивными по другим причинам.

## Достопримечательности
- Замок Сен-Мартен (XV век). Исторический памятник с 1948 года[5]
- Замок Монбуше[фр.] (XVII век)
- Часовня Св. Мартина (XVII век)

## Фотогалерея

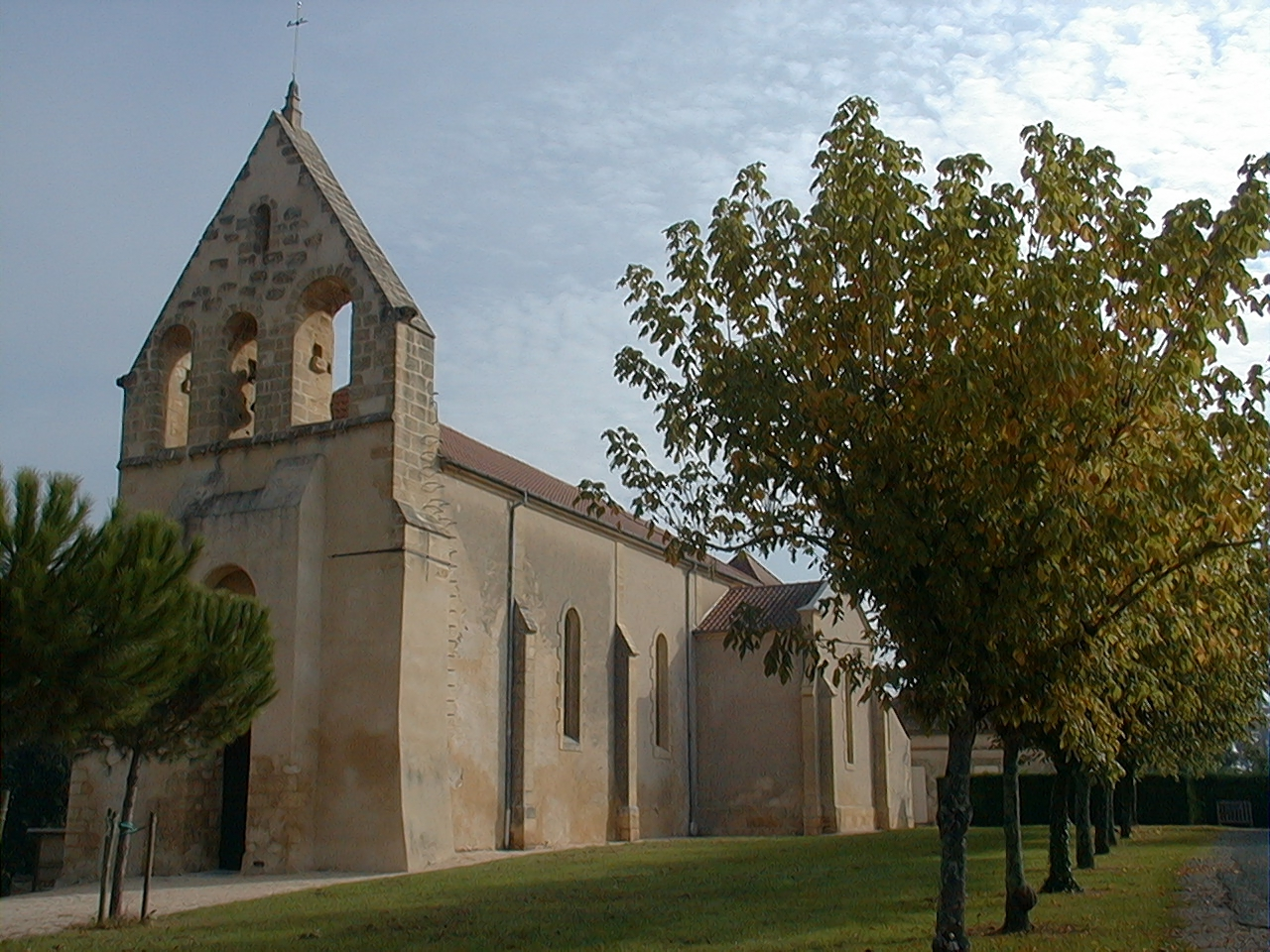
Часовня Св. Мартина
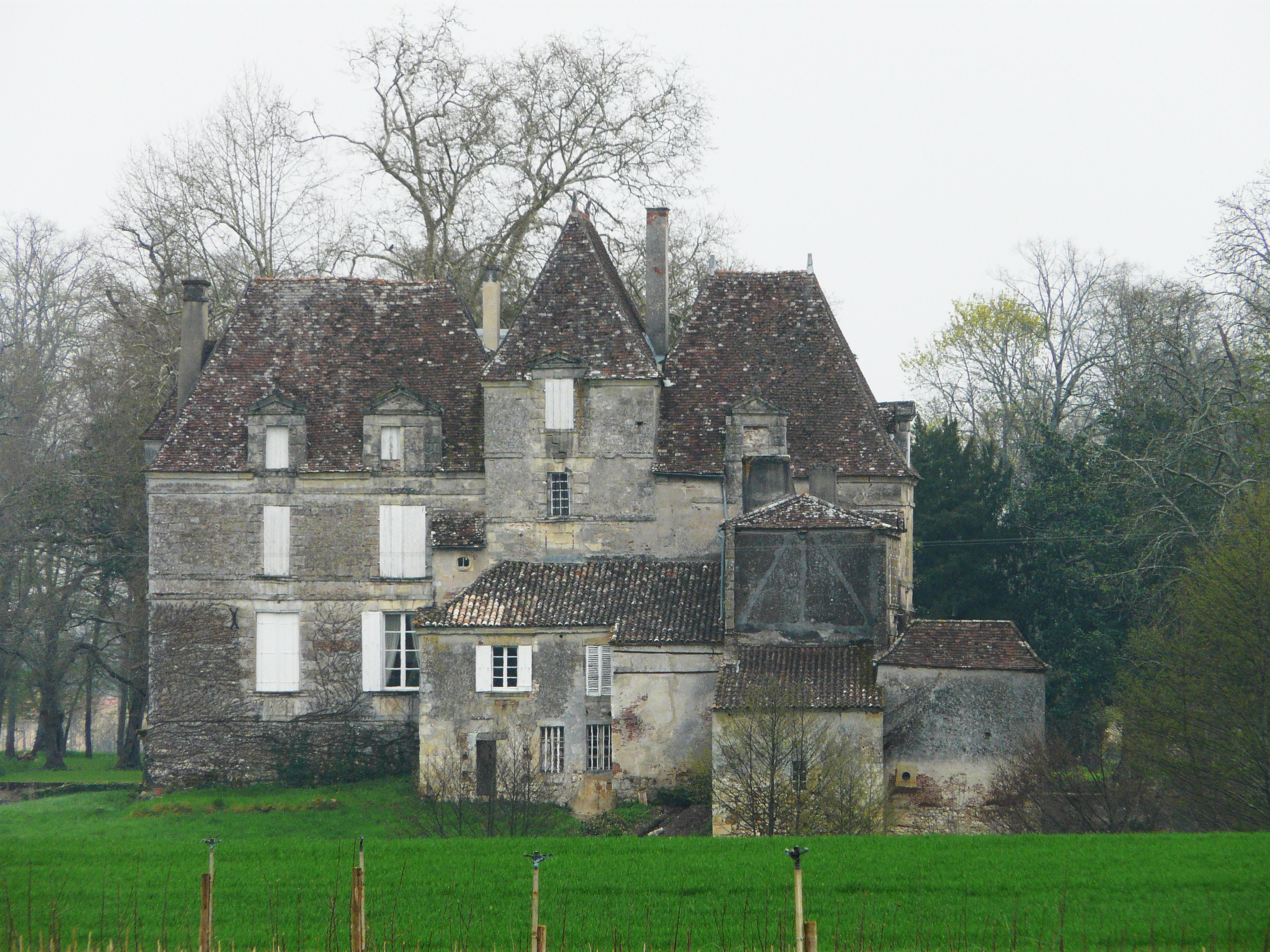
Замок Сен-Мартен
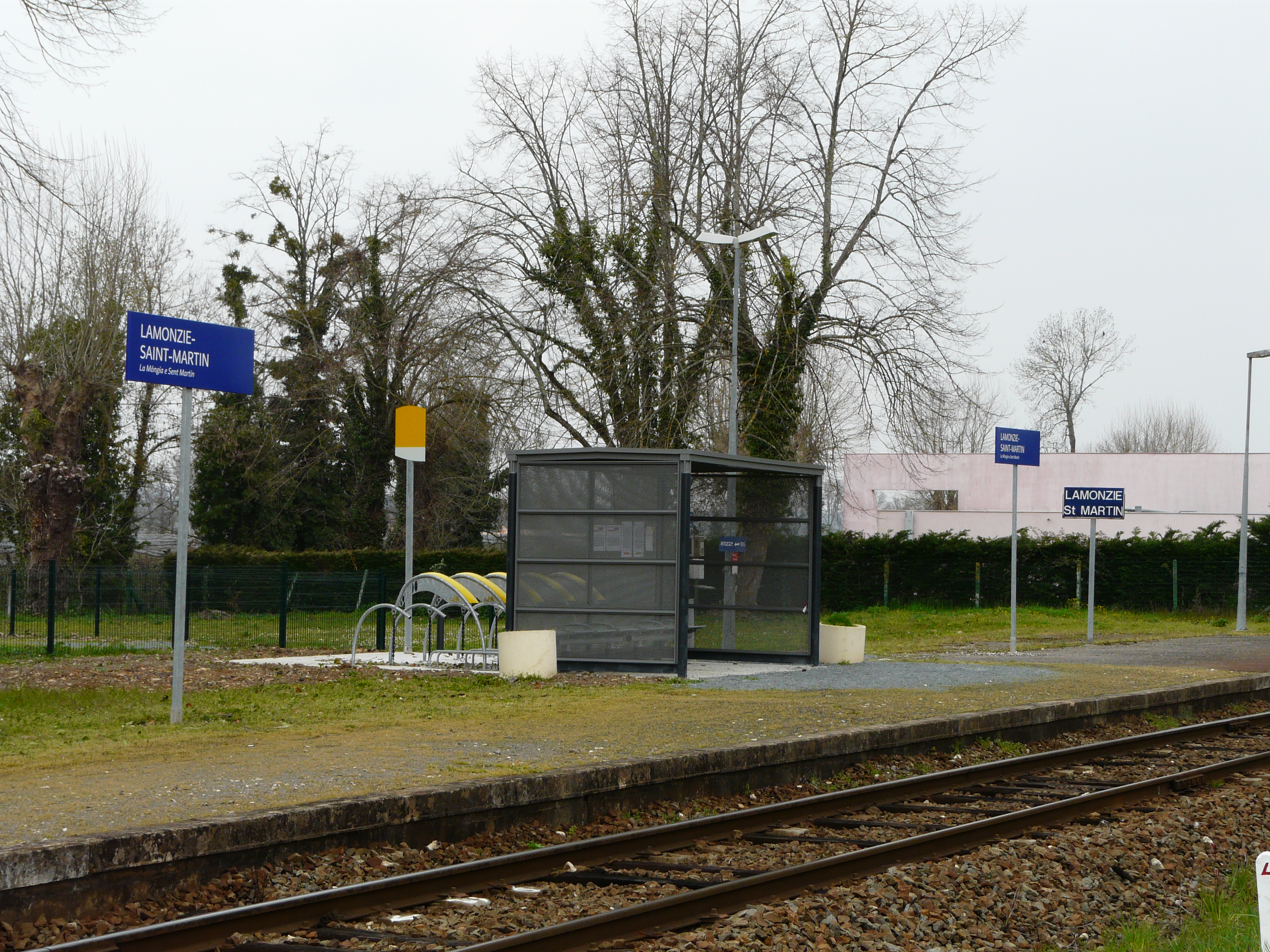
Вокзал
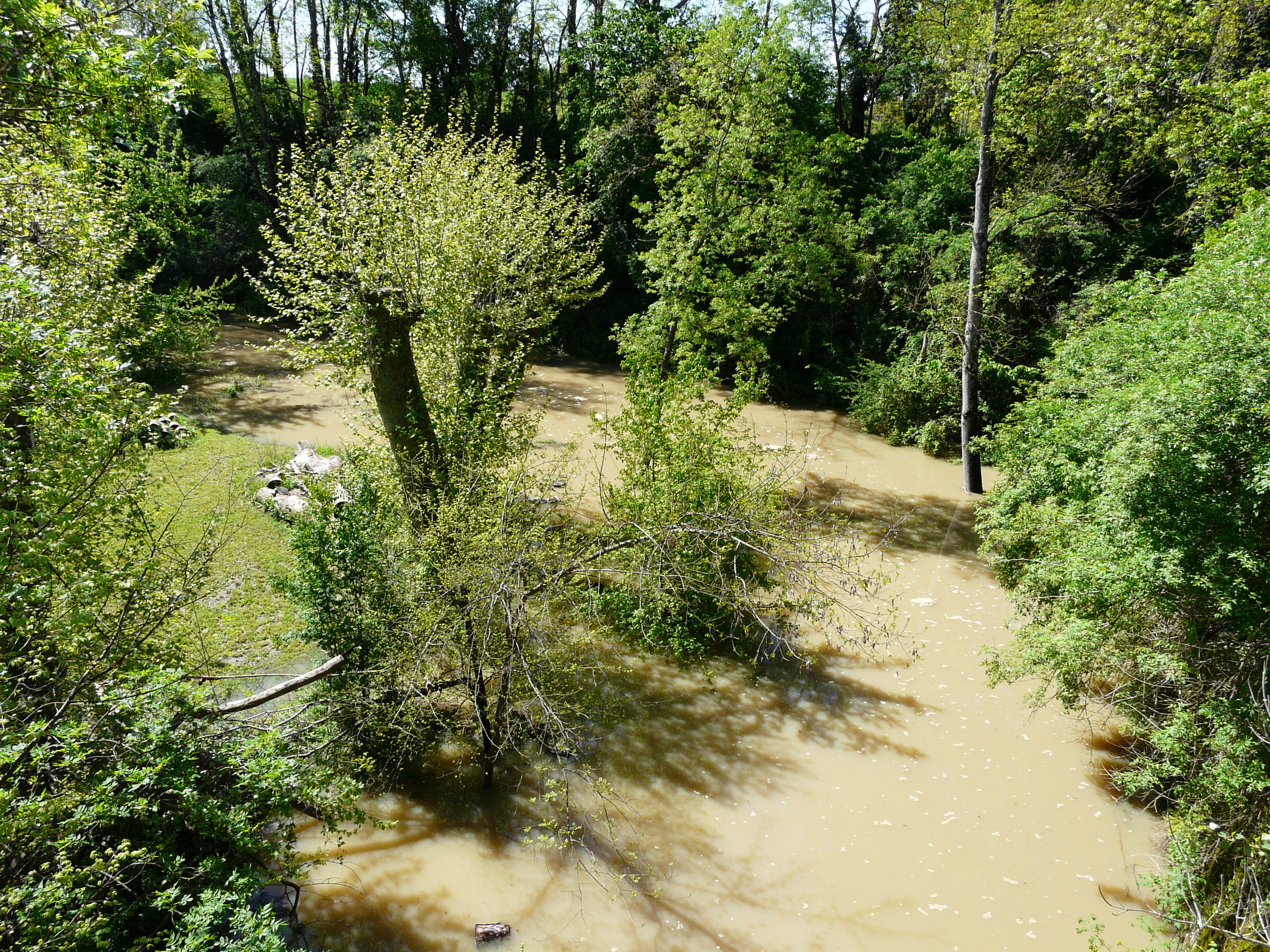
Река Гардоннет